# Garth Marenghi's Darkplace
Garth Marenghi's Darkplace est une série humoristique britannique produite pour Channel 4 par Matthew Holness et Richard Ayoade en 2004. Il s'agit d'une parodie du genre horrifique se fondant sur l'écrivain fictif Garth Marenghi.
Dans l'univers fictif créé par Holness, la série fut produite dans les années 1980, mais n'a jamais été diffusée jusqu'à maintenant. Marenghi se prend pour un génie de la littérature horrifique et les épisodes sont truffés de petites interventions de sa part et du producteur Dean Learner, joué par Richard Ayoade. Dans ces interviews, il décrit le mécanisme créatif et l'histoire de la série, tout en décrivant le symbolisme des histoires.
L'effet parodique vient du décalage entre la relative nullité de la série et le sérieux des acteurs/réalisateurs/producteurs. Chaque épisode est une histoire à part entière, relativement très mal écrite, mal jouée et avec des effets spéciaux pitoyables.[réf. souhaitée]

## Épisodes
1. Once Upon A Beginning
2. Hell Hath Fury
3. Skipper the Eyechild
4. The Apes of Wrath
5. Scotch Mist
6. The Creeping Moss from the Shores of Shuggoth

## Distribution
- Matthew Holness : Garth Marenghi / Dr. Rick Dagless, M.D.
- Richard Ayoade : Dean Learner / Thornton Reed
- Matt Berry : Todd Rivers / Dr. Lucien Sanchez
- Alice Lowe : Madeleine Wool / Dr. Liz Asher